# For Better or for Worse (film 1993)
For Better or for Worse è un documentario del 1993 diretto da David Collier candidato al premio Oscar al miglior documentario.